# Брудергайм
Брудергайм (англ. Bruderheim) — містечко в Канаді, у провінції Альберта, у складі муніципального району Ламонт. Розташоване на північ від перетину шосе 15 та шосе 45, приблизно в 47 км (29 милях) на північний схід від Едмонтона. Назва міста походить від двох німецьких слів: «Bruder», що означає «брат», і суфікса «-heim», що означає «дім». Українською — «Дім брата».

## Населення
За даними перепису 2016 року, містечко нараховувало 1308 осіб, показавши зростання на 13,2%, порівняно з 2011-м роком. Середня густина населення становила 183,8 осіб/км².
З офіційних мов обидвома одночасно володіли 50 жителів, тільки англійською — 1 250, тільки французькою — 5. Усього 65 осіб вважали рідною мовою не одну з офіційних, з них 10 — українську.
Працездатне населення становило 740 осіб (70,8% усього населення), рівень безробіття — 8,1% (8,5% серед чоловіків та 6,2% серед жінок). 94,6% осіб були найманими працівниками, а 3,4% — самозайнятими.
Середній дохід на особу становив $54 745 (медіана $43 179), при цьому для чоловіків — $72 673, а для жінок $35 576 (медіани — $63 808 та $29 291 відповідно).
34,4% мешканців мали закінчену шкільну освіту, не мали закінченої шкільної освіти — 27,3%, 38,3% мали післяшкільну освіту, з яких 10% мали диплом бакалавра, або вищий.
| Статево-вікова структура населення | Статево-вікова структура населення | Статево-вікова структура населення | Статево-вікова структура населення | Статево-вікова структура населення |
| ---------------------------------- | ---------------------------------- | ---------------------------------- | ---------------------------------- | ---------------------------------- |
|                                    |                                    |                                    |                                    |                                    |
| Всього                             | Всього                             | 52,7%47,3%                         |                                    |                                    |
| 0 — 14 років                       | 0 — 14 років                       |                                    | 20,2%                              | 20,2%                              |
| 15 — 64 років                      | 15 — 64 років                      |                                    | 69,8%                              | 69,8%                              |
| 65 і більше                        | 65 і більше                        |                                    | 9,9%                               | 9,9%                               |
| 85 і більше                        | 85 і більше                        |                                    | 0,4%                               | 0,4%                               |
| Середній вік (років)               | Середній вік (років)               | 37,336,7                           | 37,0                               | 37,0                               |
| Медіана (років)                    | Медіана (років)                    | 37,135,4                           | 36,3                               | 36,3                               |
| — чоловіки — жінки                 |                                    |                                    |                                    |                                    |

| Походження мешканців:     | Походження мешканців:     | Походження мешканців: | Походження мешканців: | Походження мешканців: |
| ------------------------- | ------------------------- | --------------------- | --------------------- | --------------------- |
| Походження                |                           |                       | осіб                  | %                     |
| Корінні американці        | Корінні американці        |                       | 135                   | 10.32%                |
| Інше північноамериканське | Інше північноамериканське |                       | 415                   | 31.73%                |
| Європейське               | Європейське               |                       | 960                   | 73.39%                |
| британське                | британське                |                       | 650                   | 49.69%                |
| французьке                | французьке                |                       | 210                   | 16.06%                |
| українське                | українське                |                       | 140                   | 10.7%                 |
| Африканське               | Африканське               |                       | 10                    | 0.76%                 |
| Азійське                  | Азійське                  |                       | 70                    | 5.35%                 |

| Зайнятість населення за галузями (за класифікацією NOC): | Зайнятість населення за галузями (за класифікацією NOC): | Зайнятість населення за галузями (за класифікацією NOC): | Зайнятість населення за галузями (за класифікацією NOC): | Зайнятість населення за галузями (за класифікацією NOC): |
| -------------------------------------------------------- | -------------------------------------------------------- | -------------------------------------------------------- | -------------------------------------------------------- | -------------------------------------------------------- |
|                                                          |                                                          |                                                          |                                                          |                                                          |
| Управління                                               | Управління                                               |                                                          | 6,2%                                                     | 6,2%                                                     |
| Бізнес, фінанси та адміністрування                       | Бізнес, фінанси та адміністрування                       |                                                          | 13,1%                                                    | 13,1%                                                    |
| Природничі та прикладні науки                            | Природничі та прикладні науки                            |                                                          | 4,8%                                                     | 4,8%                                                     |
| Охорона здоров'я                                         | Охорона здоров'я                                         |                                                          | 4,8%                                                     | 4,8%                                                     |
| Освіта, правозахист, муніципальні та урядові служби      | Освіта, правозахист, муніципальні та урядові служби      |                                                          | 3,4%                                                     | 3,4%                                                     |
| Мистецтво, культура, відпочинок та спорт                 | Мистецтво, культура, відпочинок та спорт                 |                                                          | 1,4%                                                     | 1,4%                                                     |
| Роздрібна торгівля та послуги                            | Роздрібна торгівля та послуги                            |                                                          | 26,9%                                                    | 26,9%                                                    |
| Гуртова торгівля, транспорт та обладнання                | Гуртова торгівля, транспорт та обладнання                |                                                          | 31%                                                      | 31%                                                      |
| Природні ресурси, сільське господарство                  | Природні ресурси, сільське господарство                  |                                                          | 3,4%                                                     | 3,4%                                                     |
| Виробництво                                              | Виробництво                                              |                                                          | 6,2%                                                     | 6,2%                                                     |

## Клімат
Середня річна температура становить 2,4°C, середня максимальна – 21,3°C, а середня мінімальна – -21°C. Середня річна кількість опадів – 465 мм.
| Клімат поселення                              | Клімат поселення | Клімат поселення | Клімат поселення | Клімат поселення | Клімат поселення | Клімат поселення | Клімат поселення | Клімат поселення | Клімат поселення | Клімат поселення | Клімат поселення | Клімат поселення | Клімат поселення |
| Показник                                      | Січ.             | Лют.             | Бер.             | Квіт.            | Трав.            | Черв.            | Лип.             | Серп.            | Вер.             | Жовт.            | Лист.            | Груд.            |                  |
| Середній максимум, °C                         | −7,94            | −4,42            | 1,24             | 10,57            | 17,28            | 21,26            | 20,99            | 20,34            | 15,23            | 9,39             | −0,63            | −7,48            |                  |
| Середня температура, °C                       | −14,46           | −10,92           | −5,3             | 4,05             | 10,76            | 14,75            | 16,26            | 15,60            | 10,50            | 4,67             | −5,37            | −12,2            |                  |
| Середній мінімум, °C                          | −20,97           | −17,44           | −11,8            | −2,5             | 4,26             | 8,25             | 11,53            | 10,88            | 5,76             | −0,06            | −10,09           | −16,94           |                  |
| Норма опадів, мм                              | 21               | 13               | 21               | 25               | 47               | 84               | 96               | 56               | 44               | 21               | 20               | 17               |                  |
| Середньомісячна швидкість вітру, м/с          | 3.01             | 3.08             | 3.22             | 3.60             | 3.60             | 3.22             | 3.00             | 2.90             | 3.02             | 3.30             | 3.20             | 3.10             |                  |
| Середньомісячна сонячна радіація, кДж/м²·день | 3296             | 6906             | 12117            | 17323            | 20578            | 21854            | 22107            | 18460            | 12486            | 7368             | 3634             | 2404             |                  |
| --------------------------------------------- | ---------------- | ---------------- | ---------------- | ---------------- | ---------------- | ---------------- | ---------------- | ---------------- | ---------------- | ---------------- | ---------------- | ---------------- | ---------------- |
| Джерело:                                      |                  |                  |                  |                  |                  |                  |                  |                  |                  |                  |                  |                  |                  |

## Галерея

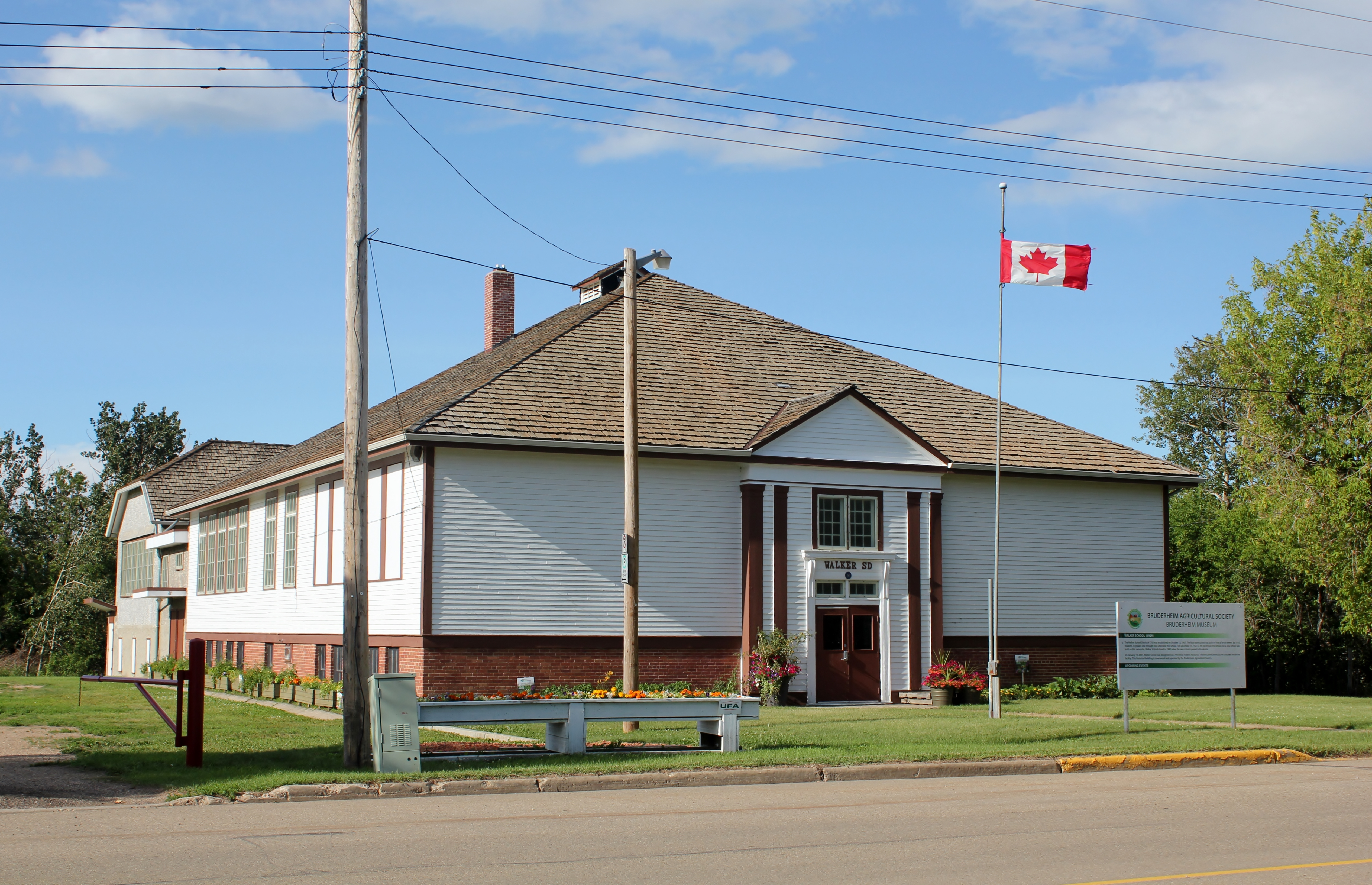
Волкер-скул
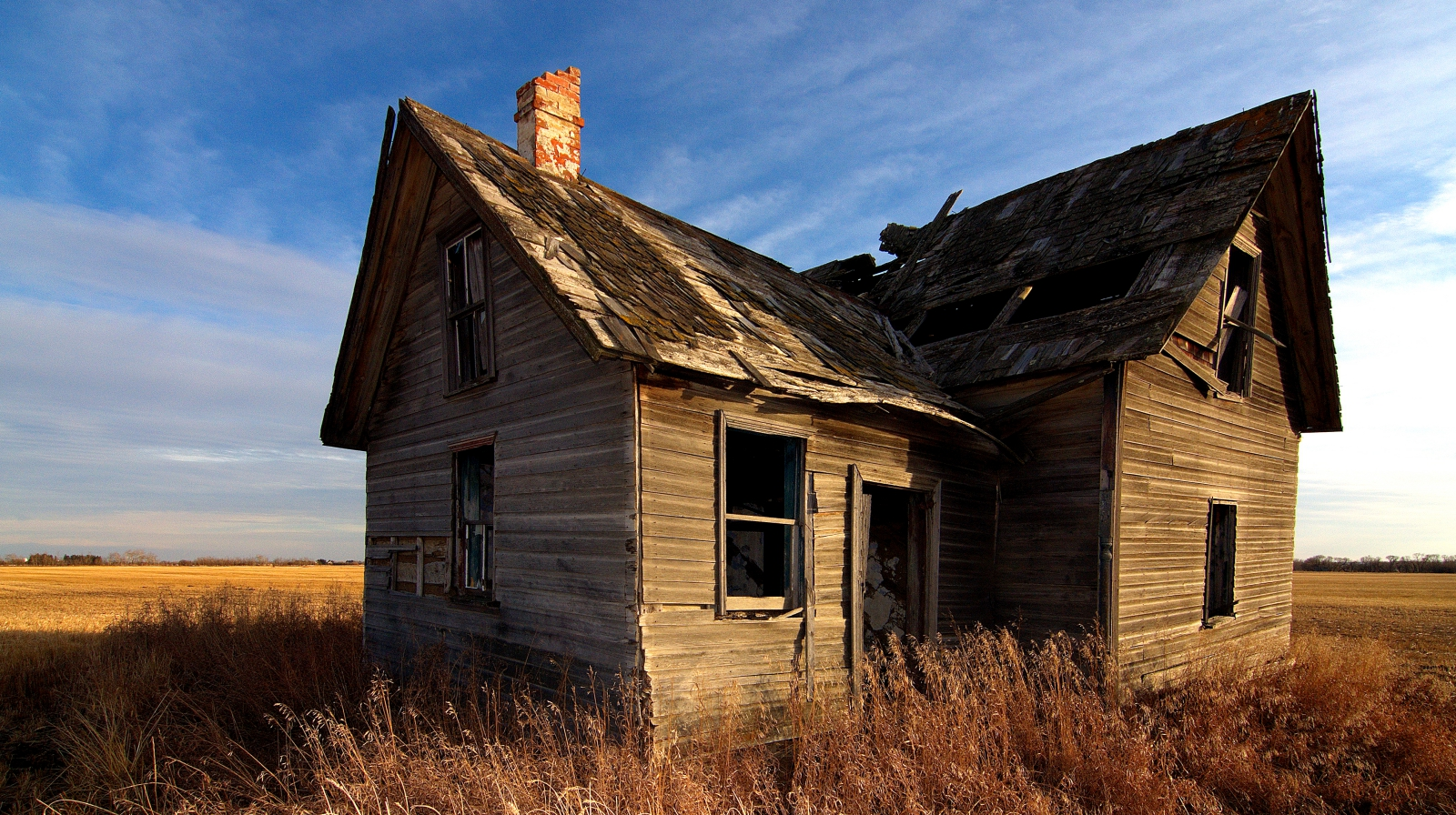
Занедбана садиба на околиці